# Massimo Cacciari
Massimo Cacciari (Venecia, 5 de junio de  1944) es filósofo, político y profesor universitario italiano. 

## Biografía
Nacido en Venecia el 5 de junio de 1944. Hijo de un pediatra. Hizo sus estudios escolares en el Liceo Classico Marco Polo de Venecia y sus estudios de filosofía en la Universidad de Padua.
Fue profesor de estética en la Universidad de Venecia, ciudad de la que ha sido, desde 1993, alcalde en dos ocasiones. Ha escrito numerosos libros de ensayo, entre los que destacan Oikos (1975), Pensiero Negativo (1977), Icone della Lege (1985), L'Angelo neccessario (1986) o Geo-filosofia dell'Europa (1994).
Actualmente tiene la cátedra de Pensamiento filosófico y metafísica en la Facultad de Filosofía de la Universidad Vita-Salute San Raffaele de Milán.

## Distinciones
- Friedrich-Gundolf-Preis

## Obras editadas en español
- Hombres póstumos: la cultura vienesa del primer novecientos (1989), Edicions 62, S.A. ISBN 978-84-297-3003-6.
- Drama y duelo (1989), Editorial Tecnos, ISBN 978-84-309-1707-5.
- El ángel necesario (1989), A.Machado Libros, S.A. ISBN 978-84-7774-528-0.
- Diálogo sobre la solidaridad (1997), (con Carlo M. Martini) Editorial Herder, S.A. ISBN 978-84-254-1993-5.
- El dios que baila (2000), Editorial Paidós S.A., ISBN 950-12-6517-X
- Geo-filosofía de Europa (2001), Alderabán Ediciones, S.L. ISBN 978-84-95414-05-2.
- Soledad acogedora : de Leopardi a Celan (2004), Abada Editores, S.L. ISBN 978-84-96258-14-3.
- Paraíso y naufragio: Musil y el hombre sin atributos (2005), Abada Editores, S.L. ISBN 978-84-96258-55-6.

- La ciudad (2010), Gustavo Gili, S.L. ISBN 978-84-252-2331-0.
- Iconos, imágenes extremas (2012), Casimiro libros, ISBN  978-84-938641-3-2
- El poder que frena (2015), Buenos Aires, Amorrortu. Traducción: María Teresa D'Meza y Rodrigo Molina-Zavalía, ISBN  978-84-61090-50-1.
- Occidente sin utopías (2019), coautoría con Paolo Prodi, Buenos, Aires, Amorrortu Editores. Traducción: Rodrigo Molina-Zavalía, ISBN 978-84-61090-53-2
- Generar a Dios (2020), Ediciones Godot. Traducción: Guillermo Piro, ISBN 978-987-408690-7.